# Schlankdelfin
Der Schlankdelfin (Stenella attenuata) ist eine Delfinart aus der Gattung der Fleckendelfine (Stenella), der in den tropischen und gemäßigten Ozeanen vorkommt. 

## Merkmale
Der Schlankdelfin erreicht eine Körperlänge von 1,7 bis 2,4 Metern und ein Gewicht von 90 bis 115 Kilogramm. Die Jungtiere sind bei der Geburt etwa 80 bis 90 Zentimeter lang. Im Allgemeinen haben die Tiere eine lange und dünne Schnauze. Sowohl der obere als auch der untere Teil dieser Schnauze ist dunkel gefärbt, wobei die dunkle Färbung oben meist bis zum Auge reicht. Eine feine weiße Linie bildet eine Lippenkontur. Im Oberkiefer sitzen 70 bis 96, im Unterkiefer 68 bis 94 Zähne. Hals, Kehle und Bauch sind hellgrau. Die Körperseiten sind dreifarbig gezeichnet, wobei der untere Bereich hellgrau ist und durch einen grauen Mittelstreifen abgeschlossen wird. Der Bereich über diesem Streifen ist deutlich dunkler grau. Der ganze Körper Rumpf weist Flecken auf, die auf den hellen Flächen dunkel und auf den dunklen hell sind. Neugeborene sind ungefleckt, die Zahl der Flecken nimmt mit dem Alter zu, bis sie die Grundfarbe fast verdecken können. Zuerst tauchen die dunklen Flecken auf dem Bauch auf. Die konkave, in der Form recht variable Finne ist dunkelgrau, der Flukenstiel entspricht der Färbung des Mittelstreifens. Die Flipper sind klein und beidseitig dunkel. Die Fluke hat eine leicht konkave Hinterkante, eine leichte Einkerbung in der Mitte und spitze Enden.
Die Tiere variieren in ihrer Größe und Zeichnung in ihrem Lebensraum teilweise sehr stark, dabei unterscheiden sich vor allem die Formen, die an der Küste leben, deutlich von den pelagischen Tieren. Die Küstenform ist deutlich massiger als die Hochseeform und mehr gefleckt. Die Fleckung ist bei den ausgewachsenen Tieren individuell verschieden, wobei Tiere aus der Population im Golf von Mexiko relativ einfarbig sein können. Im Atlantik kommt es häufig zu Verwechslungen mit dem Zügeldelfin, der ebenfalls auffällig gefleckt ist.

## Verhalten
Schlankdelfine bilden Schulen aus 50 bis 1000, gelegentlich bis zu 3000 Tieren. Die Küstenform bleibt meist in Gruppen unter 100 Tieren. Es sind sehr aktive Tiere, die häufig hohe Sprünge aus dem Wasser starten. Auch das Reiten auf der Bugwelle von Booten und andere „Spielereien“ sind oft zu beobachten, in Thunfischfanggebieten werden Boote aber meist gemieden. Im Ostpazifik begleiten die Schlankdelfine häufig die Schwärme der Thunfische, wodurch sie auch zu einem häufigen Beifang bei der Thunfischfischerei werden. Dabei ernähren sie sich nicht von diesen großen Fischen, sondern teilen mit ihnen die Beute in Form von kleineren pelagischen Fischen. Daneben ernähren sie sich vor allem von Tintenfischen, Kalmaren und Krebstieren.

## Verbreitung

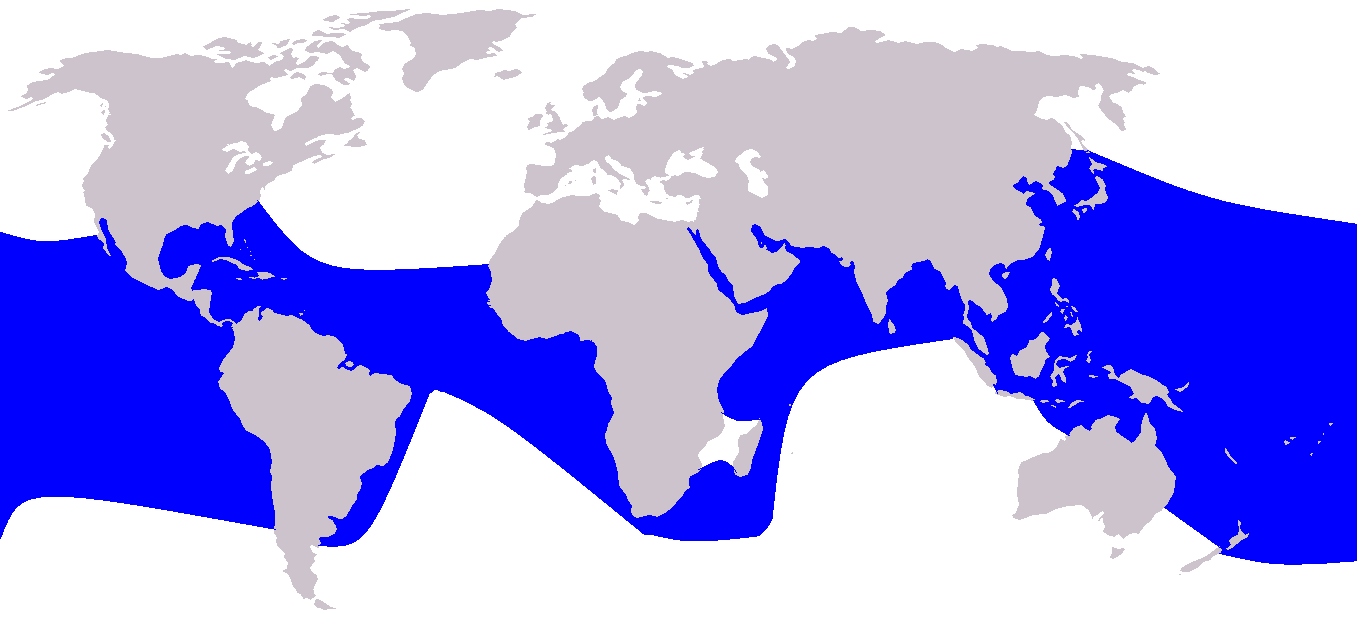
Verbreitung

Der Schlankdelfin findet sich weltweit in allen tropischen und subtropischen Ozeanen, vor allem im Bereich zwischen dem 40. Grad südlicher und dem 40. Grad nördlicher Breite. Dabei schätzt man den weltweiten Bestand auf über drei Millionen Tiere, von denen etwa zwei Millionen im Ostpazifik leben. Dadurch stellt diese Art nach dem Großen Tümmler die zweithäufigste Art der Delfine dar, obwohl der Bestand in den 1950er Jahren noch bei etwa sieben Millionen lag. 
Die größten Konzentrationen der Delfine finden sich in den flachen und warmen Gewässerbereichen. Außerdem gibt es eine Tendenz zur Sammlung in Bereichen mit starken Temperaturgradienten.

## Menschen und Schlankdelfine
Da der Schlankdelfin häufig gemeinsam mit Thunfischen vorkommt, stellte der Thunfischfang mit Schleppnetzen eine große Bedrohung für diese Tiere dar. In den 1960er und 1970er Jahren wurden Millionen Schlankdelfine gefangen und getötet, wodurch der regionale Bestand um 75 %, der weltweite um 50 % zurückging. Dies änderte sich durch die internationalen Kampagnen zum Verzicht auf Thunfisch, der aus solchen Fischereibetrieben kam. Viele Verkaufsketten stellten ihren Verkauf auf „delfinfreundlichen Thunfisch“ um. Ein weiterer Schritt stellt seit 1993 das Verbot der Schleppnetzfischerei durch die Vereinten Nationen dar.

## Taxonomie

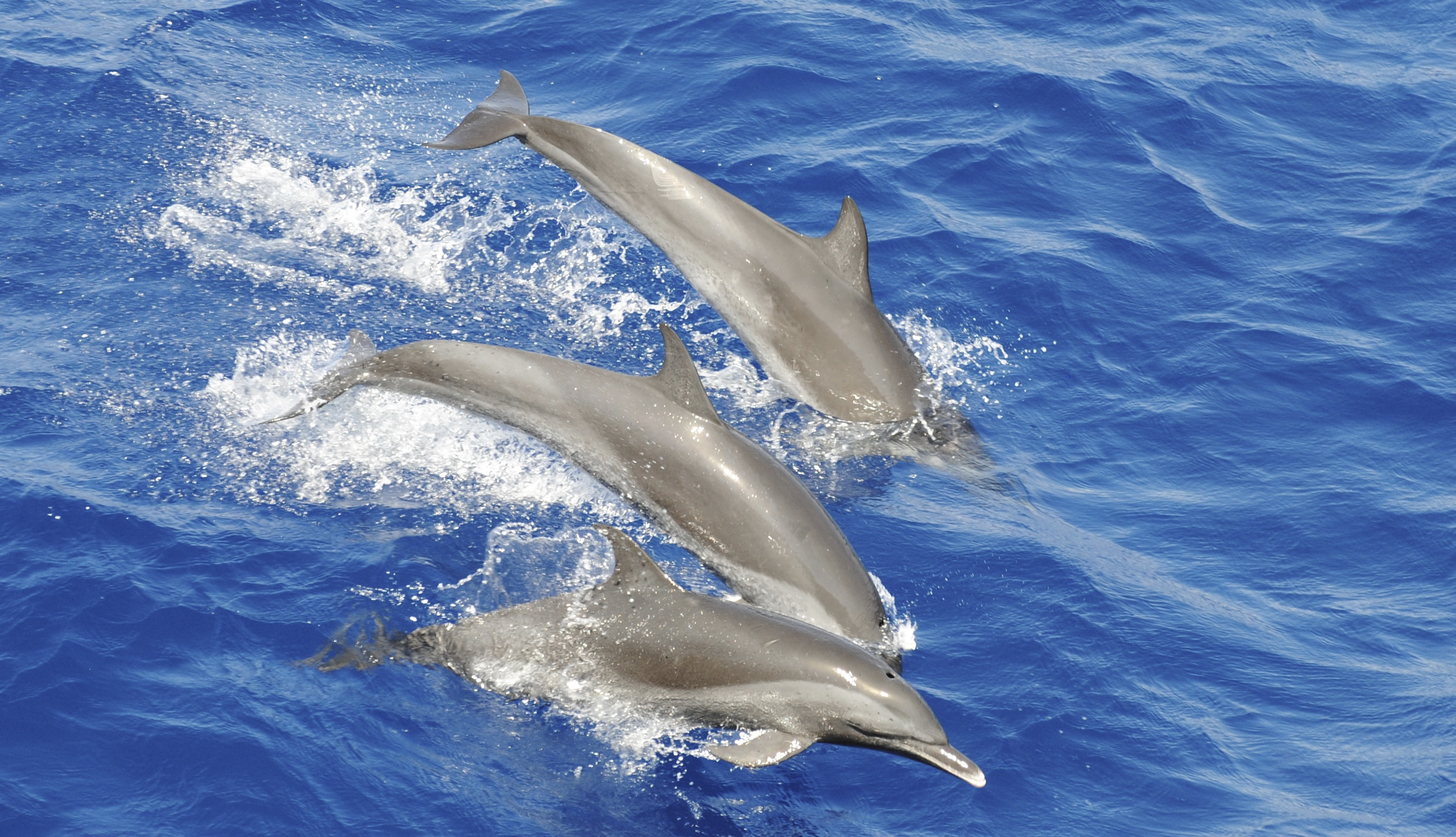
Schlankdelfine

Die Erstbeschreibung des Schlankdelfins erfolgte 1846 durch John Gray als Steno attenuatus, wobei er unter diesem Namen auch den Zügeldelfin (heute Stenella frontalis) fasste. Die Gattung Stenella mit 
Steno attenuatus als Typusart wurde 1866 ebenfalls durch Gray eingeführt. Zur Gattung gehören heute fünf Arten. Sie ist jedoch wahrscheinlich nicht monophyletisch, da sich die Gattungen Delphinus und Lagenodelphis phylogenetisch innerhalb von Stenella befinden.
Es sind zwei Unterarten beschrieben:
- Stenella attenuata attenuata (Gray, 1846), die pantropisch verbreitet ist
- Stenella attenuata graffmani (Lönnberg, 1934), die Küstenform vor den Küsten von Mexiko bis Peru